# Ali Davoudi
Ali Davoudi (in persiano علی داوودی‎; Teheran, 22 marzo 1999) è un sollevatore iraniano attivo nella categoria dei pesi supermassimi (oltre 109 kg.).

## Carriera
Davoudi ha vinto la medaglia d'oro in due edizioni dei Campionati asiatici di sollevamento pesi, a Ningbo 2019 con 432 kg nel totale e a Tashkent 2020 con 435 kg nel totale. Nell'edizione di Manama 2022 ha vinto la medaglia d'argento con 438 kg nel totale.
Nel 2021 ha partecipato alle Olimpiadi di Tokyo 2020, vincendo la medaglia d'argento con 441 kg nel totale, alle spalle del fuoriclasse georgiano Lasha Talakhadze, il quale nell'occasione ha stabilito tre record del mondo.
Ha vinto anche la medaglia d'argento ai Giochi asiatici di Hangzhou 2022, disputatisi nel 2023 a causa della pandemia del COVID-19, con 426 kg. nel totale. 
Ai Campionati mondiali di Manama 2024 ha vinto la medaglia d'argento con 459 kg. nel totale.